# Малчечкорт
Малчечкорт  (ингуш. Маль-чочь-корта) — одна из вершин Бокового хребта, расположенного на Большом Кавказе. Малчечкорт располагается на юге Ингушетии, на границе Грузии и России. Имеет высоту 3669 м и располагается неподалёку от вершины Эрзи и Шан.